# Trương Ngải Gia
Trương Ngải Gia (張艾嘉, tiếng Anh: Sylvia Chang Ai-chia, 21 tháng 7 năm 1953) là một nhà làm phim của điện ảnh Đài Loan, bà đồng thời là một ca sĩ có tiếng của dòng Mandopop. Bắt đầu sự nghiệp điện ảnh từ năm 1972 tại Đài Loan, Trương Ngải Gia dần trở thành một trong những nhà làm phim nữ nổi bật nhất của Đài Loan-Hồng Kông ở cả ba vai trò biên kịch, đạo diễn và diễn viên, bà từng 2 lần giành giải Kim Mã cho nữ diễn viên chính xuất sắc nhất, 2 Giải thưởng Điện ảnh Hồng Kông ở cùng hạng mục, 1 Giải Kim Mã cho Nữ diễn viên phụ xuất sắc nhất và một Giải thưởng Điện ảnh Hồng Kông khác ở hạng mục kịch bản hay nhất.

## Tiểu sử
Trương Ngải Gia sinh năm 1953 tại thành phố Gia Nghĩa, Đài Loan trong một gia đình gốc Sơn Tây từng nhiều đời làm quan chức cho Trung Quốc Quốc Dân Đảng. Từ năm 16 tuổi Trương đã bắt đầu nổi tiếng ở Đài Loan trong vai trò người dẫn chương trình và tới năm 1972 thì bà có vai diễn điện ảnh đầu tiên trong Long hổ kim cương (龍虎金剛). Bốn năm sau Trương Ngải Gia có giải Kim Mã đầu tiên ở hạng mục nữ diễn viên phụ xuất sắc nhất với vai diễn trong Bích vân thiên (碧雲天). Tới năm 1981 Trương Ngải Gia một lần nữa chiến thắng ở giải Kim Mã, lần này là trong hạng mục nữ diễn viên chính xuất sắc nhất với vai diễn trong Ông nội của tôi (我的爺爺). Cũng trong năm này Trương đạo diễn bộ phim đầu tay của bà, (某年某月某一天).
Thập niên 1980 tiếp tục là một giai đoạn thành công trong sự nghiệp của Trương Ngải Gia. Chuyển hoạt động sang Hồng Kông, bà được công chúng biết tới với vai diễn trong loạt phim hài ăn khách Đối tác ăn ý (最佳拍檔, 1982). Trương Ngải Gia được hầu hết các đạo diễn danh tiếng của hòn đảo này mời cộng tác, có thể kể tới Đêm Thượng Hải (上海之夜, 1984) của Từ Khắc, Chuyện của A Long (阿郎的故事, 1989) của Đỗ Kì Phong hay Đại phúc tinh (最佳福星, 1986) của Tằng Chí Vĩ. Cũng trong năm 1986, Trương Ngải Gia viết kịch bản, đạo diễn và kiêm luôn diễn viên chính bộ phim xuất sắc Yêu nhất (最愛), vai diễn trong bộ phim này đã đem lại cho Trương Ngải Gia giải nữ diễn viên chính xuất sắc nhất ở cả Giải thưởng Điện ảnh Hồng Kông và giải Kim Mã.
Trong thập niên 1990, Trương Ngải Gia giảm dần việc diễn xuất để tập trung cho vai trò đạo diễn. Tuy vậy bà vẫn có những vai diễn đáng chú ý trong Ẩm thực nam nữ (飲食男女, 1994) của Lý An hay Tân bất liễu tình (新不了情, 1994) của Nhĩ Đông Thăng. Trương Ngải Gia thường đạo diễn những bộ phim do chính bà viết kịch bản, bà liên tiếp giành hai giải kịch bản xuất sắc nhất tại Liên hoan phim châu Á-Thái Bình Dương với Thiểu nữ tiểu ngư (少女小漁, 1995) và Hôm nay không về nhà (今天不回家, 1996). Năm 1999 Trương Ngải Gia cho ra đời bộ phim tình cảm lãng mạn xuất sắc Rung động (心動). Bộ phim với dàn diễn viên tên tuổi Kaneshiro Takeshi, Mạc Văn Úy, Lương Vịnh Kì này đã đem lại cho bà giải kịch bản xuất sắc nhất tại Giải thưởng Điện ảnh Hồng Kông. Hai năm sau Tâm động, Trương Ngải Gia có chiến thắng thứ hai tại Giải thưởng Điện ảnh Hồng Kông ở hạng mục nữ diễn viên chính xuất sắc nhất với vai diễn trong Địa cửu thiên trường (地久天長).
Bên cạnh sự nghiệp điện ảnh thành công, Trương Ngải Gia còn có một số đĩa nhạc Mandopop gây tiếng vang trong thập niên 1980.